# Lissodema pictipenne
Lissodema pictipenne is een keversoort uit de familie platsnuitkevers (Salpingidae). De wetenschappelijke naam van de soort werd in 1895 gepubliceerd door George Lewis.
De soort komt voor in Japan. Lewis beschikte voor zijn beschrijving over een exemplaar, in 1881 gevangen in Chiuzenji.